# Oskar Eggert

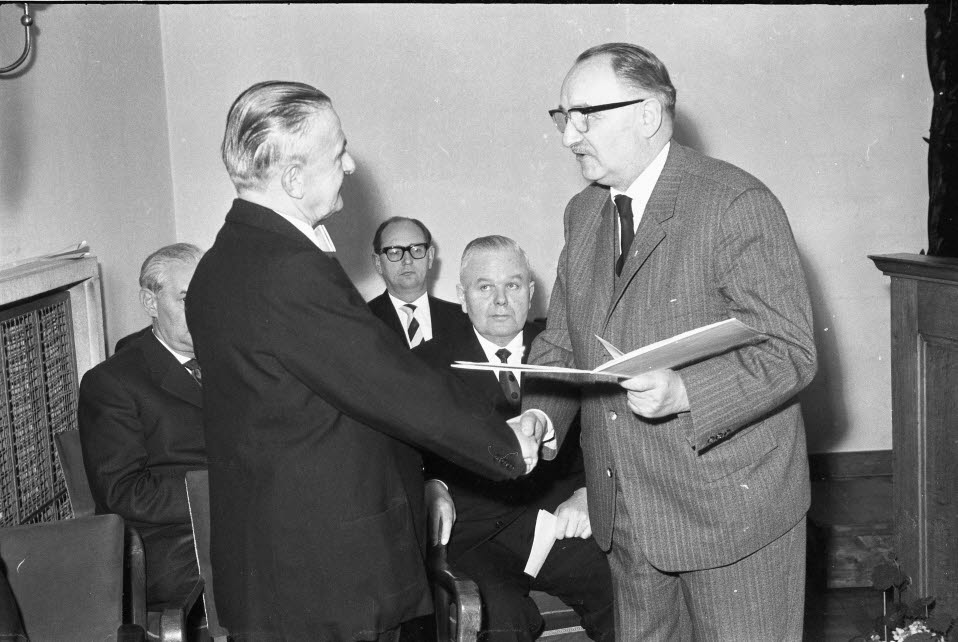
Oskar Eggert (rechts) als Sprecher der Pommerschen Landsmannschaft, 1963

Oskar Eggert (* 16. Juni 1896 in Liepe, Kreis Usedom-Wollin; † 20. November 1974 in Oberhausen) war ein deutscher Lehrer und Historiker. Von 1952 bis 1969 war er Sprecher der Pommerschen Landsmannschaft. 

## Leben
Eggert wurde 1896 als Sohn eines Lehrers in Liepe auf der Insel Usedom geboren. Er wählte, wie sein Vater, den Lehrerberuf und besuchte zunächst die Präparandenanstalt in Massow und anschließend das Lehrerseminar in Anklam. Bei Ausbruch des Ersten Weltkriegs meldete er sich als Kriegsfreiwilliger, zuletzt diente er als Leutnant. 
Nach dem Ersten Weltkrieg setzte er seine Ausbildung als Lehrer fort. Ab 1922 schloss er ein Studium für das höhere Lehramt an der Universität Greifswald an. 1927 wurde er dort mit einer Dissertation über Die Wendenzüge Waldemars I. und Knuts VI. von Dänemark nach Mecklenburg und Pommern zum Dr. phil. promoviert, sein Doktorvater war Adolf Hofmeister. 
1928 wurde er Lehrer an der Staatlichen Bildungsanstalt Köslin. Als diese jedoch 1933 in eine Nationalpolitische Erziehungsanstalt umgewandelt wurde, wechselte er an das Schiller-Realgymnasium in Stettin. Im Zweiten Weltkrieg diente er als Soldat, zuletzt als Major und Bataillonskommandeur. Sein Vorhaben, eine Heeres-Lehrer-Akademie aufzubauen, erübrigte sich durch den Kriegsausgang.  
Nach dem Zweiten Weltkrieg war Eggert von 1947 bis zu seinem Ruhestand 1961 Gymnasiallehrer in Oberhausen. Daneben engagierte sich Eggert in der Verbandsarbeit der deutschen Heimatvertriebenen. Von 1952 bis 1969 war er Sprecher der Pommerschen Landsmannschaft und in diesem Zusammenhang zeitweise Mitglied des Präsidiums des Bundes der Vertriebenen (BdV), Vorsitzender der Vereinigten Landsmannschaften Mitteldeutschlands (VLM) und Mitglied des Ostdeutschen Kulturrates. Zur Bundestagswahl 1957 kandidierte er erfolglos auf der nordrhein-westfälischen Landesliste der Vertriebenenpartei GB/BHE.
Eggert arbeitete und veröffentlichte als Historiker über die Geschichte Pommerns. Er war vor und nach dem Zweiten Weltkrieg Mitglied der Historischen Kommission für Pommern. 1970 wurde ihm der Pommersche Kulturpreis verliehen. Da seit der 1919/1921 erschienenen Zweitauflage der Geschichte von Pommern Martin Wehrmanns keine ausführliche Darstellung der pommerschen Landesgeschichte mehr erschienen war, nahm er eine solche in Angriff, konnte aber nur den ersten Band vollenden, der den geschichtlichen Zeitraum von der Vorzeit bis etwa 1500 abdeckt. Die Rezension dieses Bandes in den Baltischen Studien war sehr kritisch: es sei Eggert „in keiner Weise gelungen, ein leidlich klares Bild der – gewiß manchmal recht komplizierten – pommerschen Verhältnisse zu schaffen“. Das Buch wartet jedoch mit umfangreichen Literaturangaben auf, die an die einzelnen Kapitel angehängt sind. An diesen Band  knüpfte später Hans Branig mit zwei weiteren Bänden  zur Geschichte Pommerns an.

## Schriften (Auswahl)
- Die Wendenzüge Waldemars I. und Knuts VI. von Dänemark nach Mecklenburg und Pommern. In: Baltische Studien. Band 29 N.F., 1927, ISSN 0067-3099. (Dissertation) PDF
- Dänisch-wendische Kämpfe in Pommern und Mecklenburg. In: Baltische Studien. Band 30 N.F., 1928, ISSN 0067-3099.
- Stände und Staat in Pommern im Anfang des 19. Jahrhunderts. Böhlau Verlag, Köln Graz 1964.
- Die Maßnahmen der preußischen Regierung zur Bauernbefreiung in Pommern. Böhlau Verlag, Köln Graz 1965.
- Geschichte Pommerns. 4. Auflage. Hamburg 1965. (Überblicksdarstellung)
- Das Ende des Krieges und die Besatzungszeit in Stralsund und Umgebung 1945-1946. Pommerscher Buchversand, 1967 (268 Seiten).
- Geschichte Pommerns. Band 1. Hamburg 1974. (kein weiterer Band erschienen)